# 杲云
杲云（1965年6月—），江苏扬州人，汉族，中国共产党党员。中华人民共和国政治人物、第十三届全国人民代表大会上海地区代表。2017年起任上海市黄浦区区委书记。

## 生平
2018年2月24日，当选为第十三届全国人大代表。